# Aishite Muscat
Aishite Muscat (jap. 愛してマスカット) –  trzeci singel Namie Amuro nagrany wspólnie z Super Monkey’s. Został wydany 18 listopada 1993 roku. Pod nazwą Super Monkey’s 4, po zmianie nazwy zespołu po odejściu Anny Makino.

## Lista utworów
CD
| 1. | Aishite Muscat (jap. 愛してマスカット)                           | 4:06  |
|    |                                                                  |       |
| 2. | Wagamama wo Yurushite (jap. わがままを許して)                    | 5:09  |
|    |                                                                  |       |
| 3. | Aishite Muscat (jap. 愛してマスカット) (Original Karaoke)        | 4:06  |
|    |                                                                  |       |
| 4. | Wagamama wo Yurushite (jap. わがままを許して) (Original Karaoke) | 5:06  |
|    |                                                                  |       |
|    |                                                                  | 18:27 |
|    |                                                                  |       |

## Oricon

### Pozycje wykresu Oricon
Singiel "Aishite Muscat (jap. 愛してマスカット)" osiągnął 67. miejsce na cotygodniowym wykresie Oriconu. Sprzedając się w nakładzie 10 530 egzemplarzy.

## Ciekawostki
Piosenka "Aishite Muscat (jap. 愛してマスカット)" wykorzystano w reklamach Lotte Mascot Gum. "Aishite Muscat (jap. 愛してマスカット)" to utwór stworzony przez Super Monkey’s, wydany jako drugi singiel pod pseudonimem Super Monkey 4, oraz ogólnie ich trzeci singiel.